# Barcala (La Baña)
Barcala (llamada oficialmente San Cibrán de Barcala) es una parroquia española del municipio de La Baña, en la provincia de La Coruña, Galicia. 

## Otras denominaciones
La parroquia también es conocida por el nombre de San Cipriano de Barcala.

## Entidades de población
Entidades de población que forman parte de la parroquia:
- Chantada
- San Cibrán
- Tarroeira (A Tarroeira)

## Demografía
| Gráfica de evolución demográfica de Barcala entre 2000 y 2018 |
|                                                               |
| Datos según el nomenclátor publicado por el INE.              |